# يورغن هانسن (رياضي)
يورغن هانسن (بالنرويجية: Jørgen Hansen)‏ (و. 1885 – 1971 م) هو رياضي نرويجي، ولد في النرويج، توفي عن عمر يناهز 86 عاماً.

## جوائز
حصل على جوائز منها:
- ميدالية هولمنكولن  [لغات أخرى]‏ (1918).